# Viola Amherd
Viola Amherd (Brig-Glis, cantón de Valais, Suiza, 7 de junio de 1962) es una política suiza. Fue elegida para el Consejo Federal de Suiza el 5 de diciembre de 2018, siendo la octava mujer elegida para este cargo. Está afiliada a El Centro (Die Mitte).

## Biografía
En 1982 se graduó en la escuela de gramática latina en Brig-Glis. De 1982 a 1987, estudió Derecho en la Universidad de Friburgo. Luego completó una pasantía como abogada y notaria en Brig-Glis hasta 1990. Ese año recibió el diploma de notaria del Cantón de Valais, y en 1991 el diploma de abogada, ingresando al colegio de abogados de Valais. A partir de 1991, ha trabajado como abogada y notaria en Brig-Glis, y desde 1994 hasta 2006 como jueza a tiempo parcial de la Comisión Federal de Apelaciones de Personal.
De 1992 a 1996 fue miembro del concejo municipal de Brig-Glis, de 1996 a 2000 vicepresidenta del municipio y de 2000 a 2012 presidenta de dicho municipio. En representación del cantón de Valais, fue miembro del Consejo Nacional de Suiza (cámara baja de la Asamblea Federal de Suiza) desde el 31 de mayo de 2005 hasta el 31 de diciembre de 2018.

Anunció su candidatura para reemplazar a Doris Leuthard en el Consejo Federal el 5 de octubre de 2018. El 16 de noviembre, Amherd y Heidi Z'graggen fueron nominadas como candidatos por el CVP. El 5 de diciembre de 2018 fue elegida con 148 votos en la primera vuelta, junto a Karin Keller-Sutter.
El 10 de diciembre de 2018, el Consejo Federal anunció que Amherd encabezaría el Departamento Federal de Defensa, Protección Civil y Deportes (DDPS) a partir del 1 de enero de 2019. Así, se convirtió en la primera mujer en dirigir el Ministerio de Defensa de Suiza.
En las Elecciones al Consejo Federal Suizo de 2023, Amherd fue elegida como Presidenta de Suiza para el año 2024.